# Concilio di Guastalla

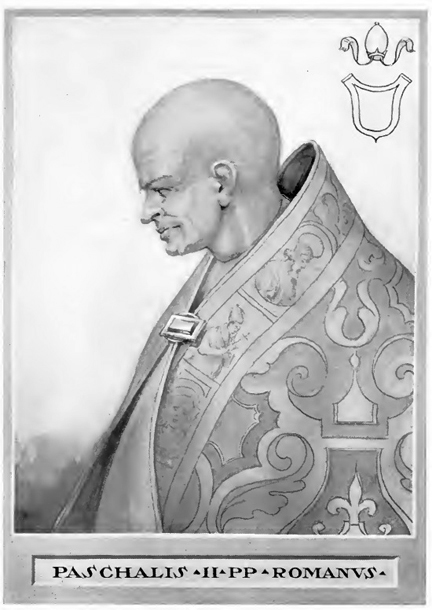
Papa Pasquale II

Il Concilio di Guastalla del 22 ottobre 1106 venne convocato e presieduto da Papa Pasquale II per affrontare i problemi legati alla lotta per le investiture. Il papa fu scortato dalla Toscana a Guastalla dalla contessa Matilde di Canossa in persona e il concilio ebbe luogo fino al 27 ottobre alla presenza di cento vescovi (tra i quali Ugo di Mantova) verosimilmente nella basilica di San Pietro e Paolo rientrante nei domini di Matilde.